# Henrique Hilário
Pour les articles homonymes, voir Hilário.
Henrique Hilário, né Henrique Hilário Meireles Alves Sampaio le 21 octobre 1975 à São Pedro da Cova, est un footballeur international portugais qui évolue au poste de gardien de but.

## Biographie

### Chelsea (2006-2014)
Il a rejoint Chelsea le 1er juillet 2006 en provenance du Nacional Madère au Portugal, ayant précédemment joué pour le FC Porto sous la  direction de son ex-entraineur de Chelsea José Mourinho pour la saison 2003-2004. Hilário a été désigné comme troisième choix pour les gardiens de Chelsea afin de remplacer Petr Čech et Carlo Cudicini, mais un match contre Reading le 14 octobre 2006 a remis tout en cause avec les blessures des deux gardiens Čech dans un premier temps et Cudicini en fin de match, ce qui permet à Hilario d'entrer dans le grand bain. Hilário fait ses débuts avec Chelsea en Ligue des champions le 18 octobre 2006 contre le FC Barcelone à Stamford Bridge, et une victoire 1-0. Il a fait ses débuts en Premier League trois jours plus tard contre Portsmouth.
Hilário a un total de 18 apparitions avec Chelsea lors de la saison 2006-07, il a même sauvé un pénalty contre Sheffield United. Čech de retour en février l'a relégué de nouveau sur le banc. Il était sur le banc des remplaçants pour la victoire de la Coupe de la Ligue contre Arsenal.
Il est de nouveau entré en jeu le 23 décembre 2007 à la suite d'une blessure en match de Petr Čech à Blackburn et profitant de l'absence de Cudicini blessé aux côtes. Entré à l'heure de jeu, il s'est montré décisif en préservant la victoire pour Chelsea avec notamment un arrêt reflexe sur une tête à bout portant. Le 8 avril 2008 il profile de la blessure de Cudicini et de l'absence de Petr Čech pour rentrer lors du match aller des quarts de finale de la Ligue des champions contre Fenerbahçe où il fait deux arrêts critiques. Depuis le mercato d'hiver 2009 et le départ de Cudicini pour Tottenham, il est le deuxième gardien de l'équipe de Chelsea.
Le 13 juin 2011, il prolonge d'une année son contrat à Chelsea.
Le 16 juillet 2011, lors d'un match amical contre Portsmouth à Fratton Park, il arrêta un penalty qui permettra à Chelsea de s'imposer sur le score de 1-0.
Le 20 août 2011, lors du match de la deuxième journee de Premier League contre West Bromwich Albion, il est préféré à Ross Turnbull pour pallier l'absence de Petr Cech dans les buts de Chelsea.
En août 2014, il annonce qu'il met un terme à sa carrière après avoir passé 20 ans au niveau professionnel et puis il devient à partir de l'été 2016 l'entraineur des gardiens de Chelsea.

### Sélection nationale
Bien que second gardien de Chelsea à cette époque, Hilario a l'occasion de disputer un match amical avec l'équipe nationale portugaise face à la Chine le 3 mars 2010 à Coimbra, en remplaçant le titulaire Eduardo à la mi-temps. Il n'est ensuite plus appelé en sélection.

## Statistiques
| Période   | Club                 | Pays       | Matchs    |
| 1994-1995 | Naval 1er mai        | Portugal   | 27 matchs |
| 1995-1996 | Académica de Coimbra | Portugal   | 33 matchs |
| 1996-1998 | FC Porto             | Portugal   | 21 matchs |
| 1998-1999 | Estrela da Amadora   | Portugal   | 21 matchs |
| 1999-2001 | FC Porto             | Portugal   | 19 matchs |
| 2001-2002 | Varzim               | Portugal   | 24 matchs |
| 2002-2003 | Académica de Coimbra | Portugal   | 10 matchs |
| 2003-2006 | CD Nacional          | Portugal   | 59 matchs |
| 2006-2014 | Chelsea              | Angleterre | 40 matchs |

## Palmarès

### Avec le FC Porto
- Champion du Portugal en 1997 et 1998
- Vainqueur de la Coupe du Portugal en 1998, 2000 et 2001
- Vainqueur de la Supercoupe du Portugal en 1996

### Avec Chelsea
- Champion d'Angleterre en 2010
- Vainqueur de la Ligue Europa en 2013
- Vainqueur de la Coupe d'Angleterre en 2007
- Vainqueur de la Coupe de la Ligue anglaise en 2007